# 戴先中
戴先中（1954年4月4日—）生于江苏省昆山市，现为东南大学“控制理论与控制工程”国家重点学科学术带头人、博士生导师。

## 生平
戴先中现为“复杂工程系统测量与控制”教育部重点实验室主任，国家杰出青年基金获得者，国家教学名师，国家精品课程和国家教学团队负责人等，兼任中国自动化学会电气自动化专委会副主任兼学术委员会主任、高等学校自动化专业教学指导委员会委员、国家自然科学基金委（自动化）学科评审组成员、国际先进机器人组织的中国代表、IEEE等国际刊物的审稿人等。曾两次赴美国康乃尔大学，一次赴德国埃尔朗根-纽伦堡大学进行合作研究。
戴先中的主讲课程为：动化学科概论、微机系统与接口。
2018年，戴先中担任第五届“台达杯”高校自动化设计大赛主办方代表。他表示，随着智能制造时代的到来，现代职业教育更需要像台达这样具有丰富经验和技术实力的企业介入，此次大赛可以强化高校学生的应用技术能力，当他们步入社会后，可以快速助力企业提升竞争力，实现转型升级。
2018年8月7日开幕的第十二届“三菱电机杯”全国大学生电气与自动化大赛中，戴先中为评委之一。